# Дреднаут
Дреднаут (на английски: dreadnought – неустрашим, по името на първия кораб от този тип – британският HMS Dreadnought) е клас военни артилерийски кораби, възникнала в началото на 20 в. по идея на адмирал сър Джеки Фишър, по онова време Първи лорд на Адмиралтейството. Техни характерни особености са наличие на броня, голям брой оръдия със стандартен голям калибър и бързина, за разлика от предшествениците им, наричани пред-дредноути. При тях различните калибри артилерийски системи, монтирани на един и същ кораб правят изключително трудно прицелването и воденето на артилерийски огън. За сметка на това въвеждането на артилерийски оръдия от един стандарт позволява, намаляването на броя на основните цеви, за сметка на по-доброто брониране на артилерийските кули, по-добри системи за подвоз на боеприпасите и използването на стандартни за всички основни батареи. Скорострелни оръдия с по-малък калибър са запазени за борба с високоподвижни малоразмерни цели, като новите торпедни катери, канонерки и разрушители. Първият такъв кораб е английският HMS Dreadnought от 1906 г., задвижван с парни турбини, констуирани от Чарлз Парсънс през 1884 г.. Той произвежда такова силно впечатление, че всички последващи новопостроени кораби от този тип са наречени на него. От категорията на дредноутите, наричани също линейни кораби или съкратено линкори, възниква и категорията на линейните крайцери, често въоръжени с подобен калибър оръдия, при които мощната бронировка е жертвана за сметка на по-висока скорост, спорямо дредноутите.
Дизайнът на корабите се усъвършенства, размерът им расте с такива темпове, използват се все по-добра броня, въоръжение и двигатели, че обичайно кораб от тази категория става морално остарял още преди да бъде спуснат на вода. След пет години новите кораби далеч надминават първия дредноут и вече се наричат „супер дредноути“. Водеща в строежа на кораби е Великобритания, като през 1909 г. са построени четири кораба и през 1910 още четири. Германия също се стреми да разшири военния си флот, за да настигне британците. Райхстагът приема последователно няколко закона за флота, в които се предвижда построяването на дредноути. Тогавашният английски първи морски лорд Джаки Фишър е убеден, че Германия строи дори повече кораби, отколкото съобщава, защото закупува повече материали, отколкото публикуваните ѝ планове биха изисквали. През 1912 г. Германия притежава 12 дредноута срещу 22 на Великобритания. През този период се говори за „треска по дредноути“ основно в Германия и Англия. През 1906 г Англия използва за първи път и парна турбина за задвижването на толкова голям кораб и увеличава многократно възможността за продължително плаване. Започва да се монтират артилерийски оръдия с калибър 13,5″ (343 мм), по-късно увеличен до 15″ (381 мм) и даже до 16″ (406 мм). Увеличава се непрекъснато и бронирането на бордовете, както и водоизместимостта на корабите.
В началото на XX век трите най-богати южноамерикански държави Аржентина, Бразилия и Чили също започват голяма и скъпа надпревара във военноморското въоръжаване, катализирана от дредноута. В един момент от надпреварата аржентинското правителство харчи 20% от целия си годишен бюджет само за два дредноута клас „Комодоро Ривадавия“, като сумата дори не включва последващите разходи за услуги, които например за бразилските кораби достигат 60% от стойността на първоначалната покупка.
След края на Първата световна война повечето дредноути са превърнати в скрап според условията на Вашингтонското морско споразумение от 1922 г., което ограничава надпреварата в морското въоръжаване, но много от по-новите супер дредноути продължават да се използват и през Втората световна война, в хода на която тази категория кораби отстъпва ролята си на основно бойно средство на военноморските сили, за сметка на самолетоносачите.